# سرنجی
سُرَنجی (نام علمی: Pericrocotus) نام یک سرده از خانواده فاخته‌نما است.
شماری از گونه‌های این پرندگان رنگ‌ّهای قرمز و زرد تند دارند که با رنگ سرنج (تترا اکسید سرب) همانندی دارد و به این خاطر این سرده سرنجی نام گرفته است.